# Zachód Słońca

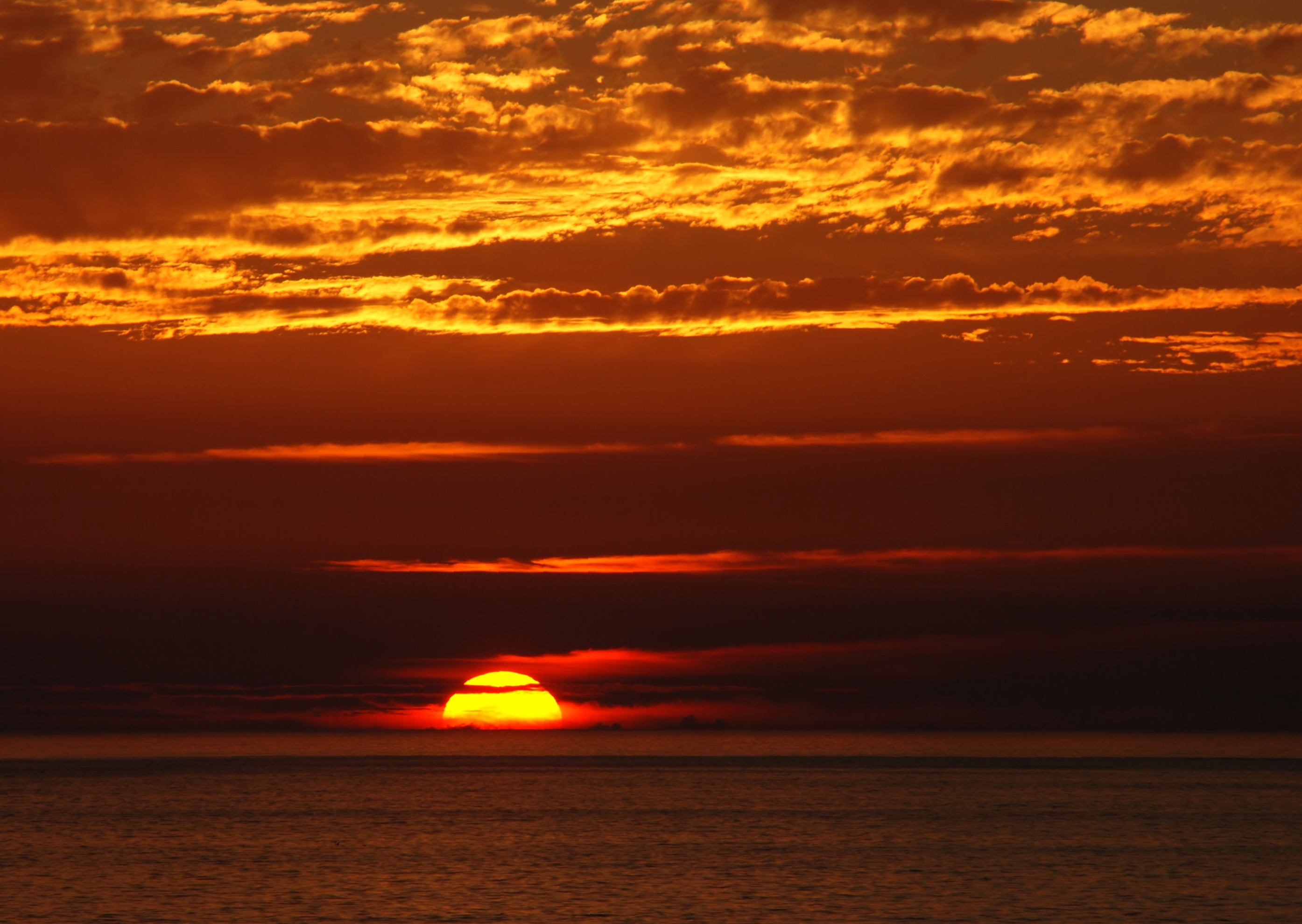
Zachód Słońca nad Oceanem Atlantyckim

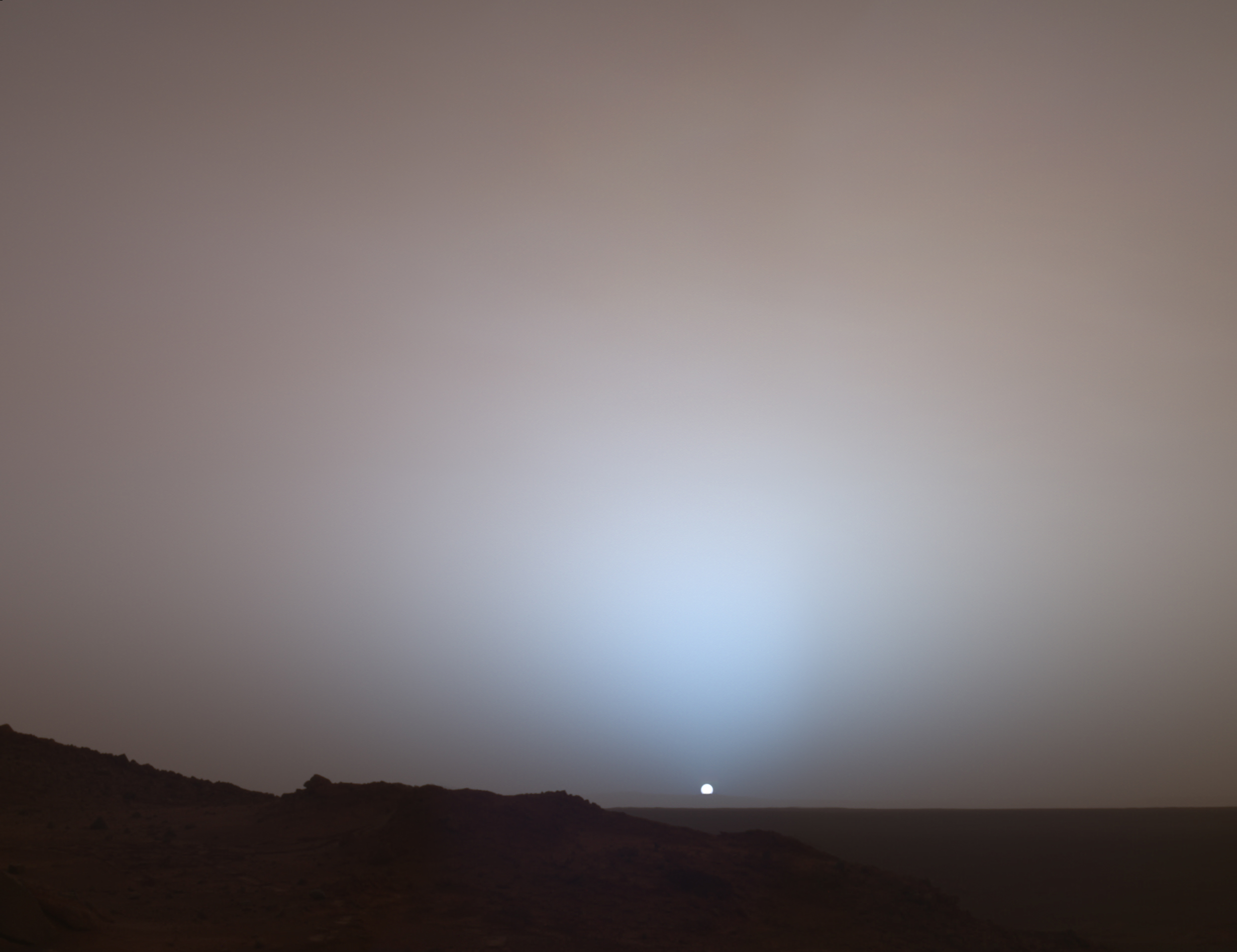
Zachód Słońca na Marsie, fotografia sondy (łazika) Spirit

Zachód Słońca – moment zniknięcia Słońca poniżej horyzontu Ziemi (bądź innego ciała niebieskiego w Układzie Słonecznym) na skutek jej ruchu obrotowego. Zjawisko to występuje również dla innych gwiazd.
W astronomii przez zachód Słońca rozumie się moment, w którym górna część tarczy słonecznej przekracza horyzont. W związku z tym, że średnia wielkość promienia tarczy słonecznej wynosi 16′, a refrakcja atmosferyczna przy odległości zenitalnej równej 90° wynosi ok. 35′, środek tarczy słonecznej w momencie zachodu Słońca znajduje się w rzeczywistości 51′ poniżej horyzontu.
Czas przejścia, wyrażony w czasie lokalnym, zależy od pory roku i szerokości geograficznej.